# Parafia personalna
Parafia personalna w Kościele katolickim – parafia, która obejmuje wyodrębnioną z diecezji wspólnotę wiernych, której na stałe, z jakiegoś istotnego powodu, niezależnie od ich miejsca zamieszkania, został przydzielony proboszcz jako jej własny pasterz. Powodem tym może być m.in. obrządek, język, narodowość wiernych.
Kanon 515 kodeksu prawa kanonicznego stanowi że parafia „jest określoną wspólnotą wiernych, utworzoną na sposób stały w Kościele partykularnym, nad którą pieczę, pod władzą biskupa diecezjalnego, powierza się proboszczowi jako jej własnemu pasterzowi.” 
Natomiast kanon 518 wyjaśnia pojęcie parafii personalnej: „Z zasady ogólnej parafia powinna być terytorialna, a więc obejmująca wszystkich wiernych określonego terytorium. Gdzie jednak jest to wskazane, należy tworzyć parafie personalne, określone z racji obrządku, języka, narodowości wiernych jakiegoś terytorium, albo z innego jeszcze powodu.”